# Gomapseumnida
Gomapseumnida (고맙습니다?, lett. Grazie; titolo internazionale Thank You) è una serie televisiva sudcoreana trasmessa su MBC dal 21 marzo al 10 maggio 2007.

## Trama
Il dottor Min Gi-seo è un chirurgo reso arrogante dal proprio talento e dalla ricchezza. Tuttavia, quando la sua fidanzata Ji-min muore di cancro in sala operatoria mentre cerca di salvarla, inizia ad essere tormentato dalla confessione fatta dalla donna prima di spirare: anni prima, tramite una trasfusione di sangue, ha trasmesso ad una bambina il virus HIV, ma non ha mai pagato per il proprio errore. Sentendo di dover fare ammenda al posto suo, Gi-seo trova la bimba, Bom, sull'isola di Pureun-do. La piccola, innocentemente ignara della propria condizione, vive felicemente con sua madre Young-shin e il bisnonno Lee Byung-gook. Sin dalla diagnosi della malattia di Bom, Young-shin ha lavorato duramente per prendersi cura della figlia e del proprio nonno, mantenendo una facciata forte e allegra nonostante la povertà e le difficoltà derivanti dall'essere una madre single. Young-shin ha sempre taciuto la verità sul padre di Bom, ma nella piccola comunità di Pureun-do, dove i pettegolezzi sono all'ordine del giorno, si vocifera che sia Choi Seok-hyun, figlio della donna più ricca della cittadina. Seok-hyun risiede a Seul con la fidanzata, finché impegni lavorativi lo riportano sull'isola. Prima di rivedere Young-shin, Seok-hyun non aveva idea che avesse una figlia, e non crede alle parole della donna quando sostiene che non è lui il padre. Mentre le loro strade continuano ad incrociarsi, l'uomo diventa geloso di Gi-seo e si accorge di non aver ancora superato la relazione con Young-shin. Intanto, per tenere d'occhio Bom, Gi-seo decide di affittare una stanza a casa della bambina. All'inizio si fa beffe dello stile di vita apparentemente arretrato e rurale di Pureun-do, ma mentre osserva la famiglia Lee, sempre altruista e gentile con i propri vicini, inizia a cambiare e si innamora di Young-shin. Tuttavia, quando la cittadina scopre della malattia di Bom, la famiglia si ritrova a fare i conti con la paura e la discriminazione che ne derivano.

## Personaggi
- Min Gi-seo, interpretato da Jang Hyuk
- Lee Young-shin, interpretata da Gong Hyo-jin
- Lee Bom, interpretata da Seo Shin-ae
- Choi Seok-hyun, interpretato da Shin Sung-rok
- Lee Byung-gook, interpretato da Shin Goo
- Kang Gook-ja, interpretata da Kang Boo-ja
- Seo Eun-hee, interpretata da Kim Sung-eun
- Oh Jong-soo, interpretato da Ryu Seung-soo
- Park So-ran, interpretata da Jo Mi-ryung
- Park Taek-dong, interpretato da Kim Ha-kyun
- Song Chang-ja, interpretata da Jeon Won-joo
- Song Doo-seob, interpretato da Kim Ki-bang
- Min Joon-ho, interpretato da Kil Yong-woo
- Kang Hye-jung, interpretata da Hong Yeo-jin
- Lee Young-woo, interpretato da Yoo Min-ho
- Choi Young-joo, interpretato da Yang Hyun-woo
- Bo-ram, interpretata da Yoo Yeon-mi
- Cha Ji-min, interpretata da Choi Kang-hee
- Fratello fotografo del dottor Oh, interpretato da Kim Su-ro

## Accoglienza
Rispetto alla concorrenza nella stessa fascia oraria, Ma-wang (KBS2) e Manyeo Yu-hui (SBS), Gomapseumnida debuttò con poco clamore a causa dello scandalo per renitenza alla leva del protagonista Jang Hyuk, ma riuscì poi a superarli in termini di ascolto.
Oltre ai premi per il cast e la sceneggiatrice Lee Kyung-hee, vinti rispettivamente agli MBC Drama Awards e ai Baeksang Arts Awards, la serie ricevette lo Special Media Award da Amnesty International. Il drama fu riconosciuto per "la rappresentazione franca, e tuttavia sensibile, di una giovane paziente affetta da HIV, della sua famiglia e dei suoi amici; ha trattato un argomento delicato mai affrontato prima in altri drama televisivi e ha insegnato al pubblico a rispettare i malati di AIDS e gli altri membri svantaggiati della nostra società".
| Data di trasmissione | Episodio | Dati TNMS           | Dati TNMS                  |
| Data di trasmissione | Episodio | A livello nazionale | Area metropolitana di Seul |
| -------------------- | -------- | ------------------- | -------------------------- |
| 21 marzo 2007        | 1        | 12,6%               | 13,2%                      |
| 22 marzo 2007        | 2        | 14,6%               | 15,6%                      |
| 28 marzo 2007        | 3        | 13,7%               | 14,9%                      |
| 29 marzo 2007        | 4        | 15,3%               | 15,3%                      |
| 4 aprile 2007        | 5        | 13,4%               | 14,1%                      |
| 5 aprile 2007        | 6        | 15,4%               | 16,3%                      |
| 11 aprile 2007       | 7        | 14,6%               | 15,8%                      |
| 12 aprile 2007       | 8        | 16,2%               | 17,0%                      |
| 18 aprile 2007       | 9        | 16,0%               | 17,3%                      |
| 19 aprile 2007       | 10       | 17,2%               | 18,4%                      |
| 25 aprile 2007       | 11       | 17,1%               | 17,7%                      |
| 26 aprile 2007       | 12       | 16,8%               | 17,2%                      |
| 2 maggio 2007        | 13       | 17,4%               | 18,3%                      |
| 3 maggio 2007        | 14       | 21,2%               | 24,0%                      |
| 9 maggio 2007        | 15       | 18,5%               | 19,5%                      |
| 10 maggio 2007       | 16       | 19,2%               | 20,6%                      |
| Media                | Media    | 16,2%               | 17,2%                      |

## Colonna sonora
1. Thank you (고맙습니다) (sigla d'apertura) – Oh Jin-woo
2. Thank you (고맙습니다) – HUN
3. I love you (사랑해요) – HUN
4. Recorder theme (리코더 테마) – Oh Jin-woo
5. Windy Day (바람 부는 날) – Im Ha-young
6. Evidence (흔적) – Im Ha-young
7. Remember you that way (너를 그린 회상) – Yoo Tae-hwan
8. Love sick (아픈 사랑) – Oh Jin-woo
9. Accordion (아코디언 Theme) – Im Ha-young
10. Sad memories (슬픈기억) – Oh Jin-woo
11. Morning of blue (푸른도의 아침) – Im Ha-young
12. Sacrifice (희생) – Oh Jin-woo
13. Angel (천사) – Oh Jin-woo
14. Farewell (작별) – Im Ha-young
15. Where (기서 Theme) – Oh Jin-woo
16. Over time (시간이 흐르면) – Im Ha-young
17. Promise (약속) – Oh Jin-woo
18. Thank You (고맙습니다) (sigla di chiusura) – Oh Jin-woo

## Riconoscimenti
| Anno | Premio                | Categoria                                  | Ricevente     | Risultato       |
| ---- | --------------------- | ------------------------------------------ | ------------- | --------------- |
| 2007 | Amnesty International | Special Media Award                        | Gomapseumnida | Vincitore/trice |
| 2007 | MBC Drama Awards      | Top Excellence Award, Actress              | Gong Hyo-jin  | Vincitore/trice |
| 2007 | MBC Drama Awards      | Golden Acting Award, Actor in a Miniseries | Jang Hyuk     | Vincitore/trice |
| 2007 | MBC Drama Awards      | Best Young Actress                         | Seo Shin-ae   | Vincitore/trice |
| 2008 | Baeksang Arts Awards  | Best TV Screenplay                         | Lee Kyung-hee | Vincitore/trice |

## Adattamenti
Un remake cinese intitolato Tianshi de xingfu (天使的幸福) è andato in onda nel 2013, con protagonisti Ming Dao e Liu Shishi.